# GOLD (B'zの曲)
「GOLD」（ゴールド）は、日本の音楽ユニット・B'zの楽曲。2001年8月8日にRooms RECORDSより32作目のシングルとして発売された。

## 概要
前作「ultra soul」が「動」であるのに対し、本作は「静」という意味が込められている。
ジャケット写真は、ロゴの形に合わせてライン・ストーンを貼り、クロス・フィルターを使用して撮影したもの。
前作『ultra soul』と同じくオリコンチャートで2週連続1位を獲得した。

## 収録曲
| 全作詞: 稲葉浩志、全作曲: 松本孝弘、全編曲: 松本孝弘・稲葉浩志。 |                                                |          |            |      |
| #                                                                | タイトル                                       | 作詞     | 作曲・編曲 | 時間 |
| 1.                                                               | 「GOLD」(ストリングス&ホーンアレンジ:池田大介) | 稲葉浩志 | 松本孝弘   | 5:36 |
| 2.                                                               | 「ultra soul 〜Splash Style〜」                | 稲葉浩志 | 松本孝弘   | 3:32 |
| 3.                                                               | 「まっかなシルク」                             | 稲葉浩志 | 松本孝弘   | 3:08 |
| 合計時間:                                                        | 合計時間:                                      | 12:16    |            |      |

## 楽曲解説
1. GOLD
  - ストリングスを全面的に出したバラードナンバー。オーケストラのインストから始まる[4]。前作「ultra soul」と同様に『世界水泳福岡2001』大会テーマソングであり、その『世界水泳福岡2001』のために書き下ろされた楽曲。制作にあたってタイアップ先からは、「ultra soulで盛り上げていただいているので、次は表彰式にふさわしい劇的な曲を」というリクエストがあったとのこと[5]。
  - 2023年のインタビューで「すぐに作詞できた曲はありますか？」という問いに対し、稲葉は本曲を上げている。先に世界水泳のテーマ曲となった「ulrta soul」が「本番に向けてのアスリートの気持ちを想像して書いた」と前置きし、その後に制作した「GOLD」は「urtra soulの対」「裏と表」「試合前と試合後」のようなノリで作詞が進められたため、書きやすかったと振り返っている[6]。
  - 12thアルバム『GREEN』には未収録となり、バラード・ベスト・アルバム『The Ballads 〜Love & B'z〜』でアルバム初収録となった。
  - MVは『B'z LIVE-GYM 2001 "ELEVEN"』を行っていた札幌ドームで撮影され、ライブに関わるスタッフにスポットを当てたものとなっている[7]。
  - 音楽番組では『ミュージックステーション』、『ミュージックステーションスーパーライブ』で計2回披露された。『ミュージックステーションスーパーライブ2001』では「ultra soul」と共に披露した[8][9]。
  - 同年のアルバムツアー『B'z LIVE-GYM 2001 "ELEVEN"』（ドーム公演）で未発表曲として演奏された。2001年に行われた『B'z LIVE-GYM in Hong Kong 2001』以降長らく演奏されていなかったが、2013年に行われた『B'z LIVE-GYM Pleasure 2013 -ENDLESS SUMMER-』で約12年ぶりに演奏され、2020年に行われた無観客配信ライブ『B'z SHOWCASE 2020 -5 ERAS 8820-』のDay3でも演奏された[10][11]。
2. ultra soul 〜Splash Style〜
  - 前作「ultra soul」のアレンジバージョン。
  - 1番はほぼアコースティックバージョンとなっており、2番から原曲通りエレクトリック・ギターが加わるが音量はかなり抑えられている。
  - また間奏ではサンプリングの使用や新たなパートの追加、さらに本来のギターソロが削除されアウトロに新たなソロが追加されるなど編集された箇所も多く、アコースティック・ギターのサウンドをメインとしたリミックス作品といった趣向となっている。
3. まっかなシルク
  - 11thアルバム『ELEVEN』のアウトテイク。
  - 稲葉が購入したスカイセンサー5900が使用された[12]初の楽曲[注釈 1]。
  - 間奏では、曲調がスローテンポのブルース調へと大きく変わる。
  - 歌詞は大衆主義や日和見主義を皮肉ったものであり、前述の間奏には中国を連想させる台詞がある。
  - アルバム未収録かつ、ライブ未演奏曲。

## タイアップ
- テレビ朝日系『世界水泳福岡2001』大会公式テーマソング（#1）

## 参加ミュージシャン
- 松本孝弘:ギター、全曲作曲・編曲
- 稲葉浩志:ボーカル、全曲作詞・編曲
- 池田大介:ストリングス&ホーンアレンジ（#1）
- 山木秀夫:ドラム（#1）
- 黒瀬蛙一:ドラム（#3）
- 中村“キタロー”幸司:ベース（#1）
- 明石昌夫:ベース（#3）
- 小野塚晃:アコースティック・ピアノ（#1）
- 篠崎Strings:ストリングス（#1）
- TAMA MUSIC:ホーン（#1）

## 収録アルバム
GOLD
- The Ballads 〜Love & B'z〜
- B'z The Best "Pleasure II"
- B'z The Best XXV 1999-2012

## ライブ映像作品
GOLD
- B'z The Best "ULTRA Pleasure"（特典DVD）
- B'z LIVE-GYM 2001 -ELEVEN-
- B'z LIVE-GYM Pleasure 2013 ENDLESS SUMMER -XXV BEST-
- B'z COMPLETE SINGLE BOX（特典DVD）
- B'z SHOWCASE 2020 -5 ERAS 8820- Day1〜5